# هاري جاكوبس (رياضي)
هاري جاكوبس (بالإنجليزية: Harry Jacobs) (و. القرن 19 – القرن 20 م) هو رياضي أمريكي، شارك في الألعاب الأولمبية الصيفية 1904.

## روابط خارجية
- هاري جاكوبس على موقع أوليمبيديا (الإنجليزية)